# Mandrillus leucophaeus
Drill
Espèce
Statut de conservation UICN

 EN A2cd : En danger
Statut CITES
Mandrillus leucophaeus, le Drill, est un primate de la famille des Cercopithecidae, relativement proche du babouin et encore plus du Mandrill.

## Distribution

Aire de répartition de Mandrillus leucophaeus.

Cette espèce se rencontre au Cameroun au nord de la rivière Sanaga, dans le sud-est du Nigeria et sur l’île de Bioko en Guinée équatoriale.

## Description

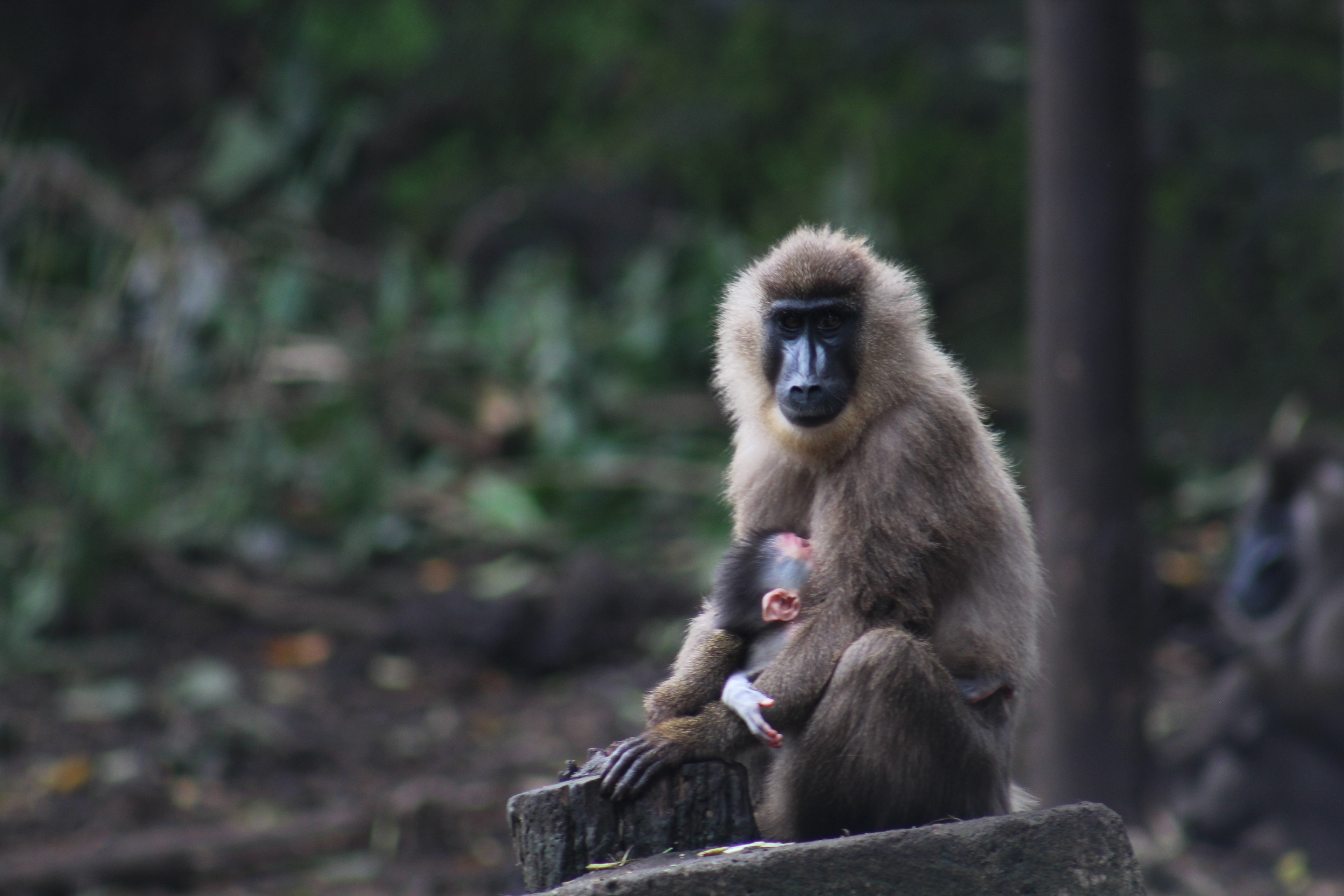
Maman Drill et son bébé

Mandrillus leucophaeus ressemble beaucoup à Mandrillus sphinx, mais n'en a pas la face colorée.

## Sous-espèces
- Mandrillus leucophaeus leucophaeus qui vit sur le continent ;
- Mandrillus leucophaeus poensis qui est endémique de l'île de Bioko.

## Préservation
Le drill est l'un des primates africains les plus menacés.